# Московская ситценабивная фабрика
Московская ситценабивная фабрика — предприятие, специализировавшееся на выпуске хлопчатобумажных, штапельных, ситцевых, смешанных тканей и изделий из них. Располагалось в квартале между Дербеневской набережной и Дербеневской улицей по адресу: Дербеневская набережная, 7. В XXI веке реконструированные здания бывшей фабрики вошли в состав офисного комплекса «Новоспасский двор».

## История
Московская ситценабивная фабрика была основана в 1823 году швейцарским предпринимателем Бухером по причине наличия спроса на ткани и выходе в 1822 году указа о запрете ввоза в Россию набивных тканей.
В 1825 году фабрику купил швейцарец Г. Фрауенфельдер и профилировал её на производство хлопчатобумажных тканей. С этого года на фабрике выпускали плательно-сарафанные, занавесочно-мебельные, рубашечные ткани, платки.
В 1847 году фабрику купил Э. Циндель, и она получила название «Мануфактура „Товарищества Эмиль Циндель“». После Октябрьской революции фабрика была национализирована и переименована в Первую ситценабивную фабрику, а в 1978 году переименована в Московскую ситценабивную фабрику.
Фабрика имеет богатую революционную историю. Её рабочие участвовали в Декабрьском вооруженном восстании 1905 года, здесь располагался штаб восстания Замоскворецко-Цинделевского подрайона. Здесь же проходил пятый пленум Московского совета 1905 года. В 1917 году ячейка РСДРП(б) под руководством Ф. М. Бундурина и Я. Я. Цече проводила агитацию работников.
В 1919—1922 годах в работе фабрики был перерыв, но уже в 1926 году фабрика работала на полную мощность.
В годы Великой Отечественной войны многие работники фабрики ушли на фронт, а сама фабрика выпускала продукцию для фронта.
В 1960-х годах и позже на фабрике проходила реконструкция и расширение.
На фабрике имеется музей революционных традиций и трудовой славы, выпускалась газета «3а отличную ткань» (ранее носила название «Красная набивка»), на её территории установлен серый гранитный памятник участнику борьбы за Советскую власть в Москве, рабкору газеты «Правда» Н. И. Спиридонову. Изделия фабрики выставлены в музее художественных тканей МГТУ им. А. Н. Косыгина.
В годы Советской власти на предприятии было широко развёрнуто Социалистическое соревнование трудящихся, в ходе которого 223 бригады получили звание бригад коммунистического труда.
В 1990 годы фабрика была акционирована, часть её цехов была закрыта.
В 2006—2008 году территория фабрики была реконструирована, были надстроены мансарды, внешние пожарные лестницы, улучшена дорожная карта и навигация, оборудованы общественные зоны, разбита парковая аллея, ведущая к Дербеневской набережной. Объект получил название «Деловой квартал „Новоспасский“».

## Продукция
На фабрике выпускалось тканевое полотно (ситец, фланель, штапель), мужское и женское бельё, сорочки ночные, скатерти, салфетки, бельё постельное.

## Награды
- Орден Октябрьской Революции (1973).

## Спорт
В 1926—1935 годах при фабрике существовала футбольная команда «1-я ситценабивная фабрика», за которую в разные годы выступали футболисты:
- Малинин, Константин Иванович
- Саванов, Виктор Павлович
- Хайдин, Владимир Иванович
- Шлычков, Владимир Константинович
- Щавелев, Александр Владимирович